# Dimethocaine
Dimethocaine, còn được gọi là DMC hoặc larocaine, là một hợp chất có tác dụng kích thích. Hiệu ứng này tương tự như cocaine, mặc dù dimethocaine dường như ít mạnh hơn. Cũng giống như cocaine, dimethocaine gây nghiện do sự kích thích của con đường phần thưởng trong não. Tuy nhiên, dimethocaine là chất thay thế cocaine hợp pháp ở một số quốc gia và thậm chí còn được Trung tâm giám sát ma túy và nghiện ma túy châu Âu (EMCDDA) liệt kê trong danh mục các dẫn xuất cocaine tổng hợp. Cấu trúc của dimethocaine, là một este axit 4-Aminobenzoic, giống như của Procaine. Nó được tìm thấy dưới dạng bột trắng ở nhiệt độ phòng.
Khi một sản phẩm được bán trực tuyến tại Anh vào tháng 6 năm 2010, được quảng cáo là dimethocaine đã được thử nghiệm, trên thực tế, nó đã được tìm thấy là một hỗn hợp của caffeine và lidocaine, và việc thiếu bất kỳ thành phần kích thích dopaminergic nào trong các hỗn hợp như vậy có thể giải thích hạn chế hiệu ứng giải trí được báo cáo bởi nhiều người dùng. Tuy nhiên, các mẫu khác được thử nghiệm đã được chứng minh có chứa dimethocaine chính hãng và một sản phẩm "muối tắm" có thương hiệu chứa chủ yếu là dimethocaine, được ghi nhận là đặc biệt bị lạm dụng bởi người dùng thuốc tiêm tĩnh mạch ở Ireland.

## Lịch sử
Dimethocaine ban đầu được tổng hợp bởi công ty Hoffmann-La Roche vào năm 1930. Nó đã được bán dưới tên thị trường larocaine. Trong những năm 1930, dimethocaine trở nên phổ biến ở Mỹ như một loại thuốc gây tê cục bộ. Giống như cocaine và Procaine, nó được sử dụng trong phẫu thuật, chủ yếu trong nha khoa, nhãn khoa và tai mũi họng. Tuy nhiên, vào những năm 1940, nó đã bị loại khỏi thị trường vì những tác động tâm lý và nguy cơ nghiện thuốc. Ngày nay dimethocaine bị lạm dụng vì những tác động tâm lý này. Nó được bán như một chất thay thế cocaine để phá vỡ các vấn đề pháp luật.

## Dược lý

### Dược lực học
Dimethocaine và thuốc gây tê cục bộ liên quan đến cấu trúc như cocaine và Procaine ức chế sự hấp thu của dopamine (DA) bằng cách chặn các chất vận chuyển dopamine (DAT). Chất vận chuyển dopamine kiểm soát động lực học của chất dẫn truyền thần kinh dopamine. Chất dẫn truyền thần kinh này kiểm soát nhiều chức năng bao gồm chuyển động, nhận thức và tâm trạng. Các loại thuốc như cocaine và dimethocaine gây ra tràn dopamine bằng cách ức chế các chất vận chuyển dopamine và do đó tạo ra một hiệu ứng hưng phấn. Ngoài việc ức chế sự hấp thu dopamine, dimethocaine còn được chứng minh là ức chế sự gắn kết của CFT, một chất ức chế hấp thu dopamine khác. Những đặc tính ức chế này chịu trách nhiệm cho tác dụng kích thích của dimethocaine trên hệ thống thần kinh trung ương. Cả hai phép đo in vivo và in vitro của hoạt động vận chuyển dopamine cho thấy dimethocaine là một chất đối kháng dopaminergic mạnh và hiệu quả. Những ảnh hưởng này chủ yếu được quan sát thấy trong các hạt nhân accumbens, một khu vực trong cơ sở trước. So sánh hiệu lực dược lý của các thuốc gây tê cục bộ khác nhau cho thấy thứ tự hiệu lực sau:
cocaine> dimethocaine> tetracaine > Procaine> chloroprocaine
Hơn nữa, việc sử dụng dimethocaine đã được chứng minh là dẫn đến phản ứng chống nhiễm trùng ở liều không độc ở chuột. Những phản ứng này được đề xuất là ít nhất một phần gây ra bởi tác động của dimethocaine trên hệ thống thần kinh trung ương. Một hiệu ứng suy giảm trí nhớ quan sát thấy ở chuột sau khi dùng dimethocaine đã được đề xuất là kết quả của một cơ chế hoạt động không gây mê.

### Dược động học
Khi hít vào, dimethocaine bắt đầu hoạt động trong 10-30 phút, với hiệu ứng cao nhất ở 60 phút 120 phút và cho đến 4-6 giờ có một khoảng thời gian hành động với 'hậu quả'. Các hậu quả bao gồm mệt mỏi và suy yếu tinh thần nhẹ.

## Sự trao đổi chất
Con đường chuyển hóa chính xác của dimethocaine chưa được nghiên cứu, nhưng các chất chuyển hóa khác nhau đã được kiểm tra trên chuột Wistar. Sau khi dùng dimethocaine, các chất chuyển hóa khác nhau đã được tìm thấy và xác định trong nước tiểu của họ. Do các chất chuyển hóa này, các con đường trao đổi chất khác nhau có thể đã được đưa ra. Các phản ứng pha I chính là thủy phân este, deethyl hóa, hydroxyl hóa hệ thống thơm hoặc kết hợp cả ba. Các phản ứng chính của pha II là N-acetylation, glucuronid hóa và kết hợp cả hai. Các isozyme cytochrom P450 khác nhau có liên quan đến các bước ban đầu của quá trình trao đổi chất của con người. N-acetylation được xúc tác bởi isozyme NAT2.

## Hiệu quả và tác dụng phụ
Cũng giống như cocaine, dimethocaine ức chế sự hấp thu của dopamine trong não bằng cách can thiệp vào các chất vận chuyển dopamine. Hiệu lực của các loại thuốc này có liên quan đến ái lực của chúng đối với các chất vận chuyển dopamine và khả năng ức chế hấp thu dopamine của chúng.
Trong các nghiên cứu với khỉ rhesus, ái lực của dimethocaine đối với chất vận chuyển dopamine nhỏ hơn cocaine, trong khi khả năng ức chế hấp thu dopamine của dimethocaine là tương tự. Điều này có nghĩa là cần nhiều dimethocaine hơn để đạt được phản ứng tương tự. Các hiệu ứng cực đại xảy ra trong vòng 10 đến 20 phút sau khi tiêm và giảm xuống mức cơ bản trong vòng một giờ.
Dimethocaine thường bị lạm dụng như là một thay thế hợp pháp cho cocaine. Thuốc được tiêm tĩnh mạch hoặc qua mũi, vì uống sẽ dẫn đến quá trình thủy phân nhanh chóng. Tác dụng tích cực của nó là hưng phấn, kích thích, tăng khả năng nói chuyện và nâng cao tâm trạng. Tuy nhiên, vì thuốc hoạt động tương tự như cocaine, nó có tác dụng phụ tiêu cực tương đương. Những tác dụng phụ này bao gồm: nhịp tim nhanh, khó thở, đau ngực, co mạch, mất ngủ, hoang tưởng và lo lắng. Dimethocaine có thể đặt ra các vấn đề sức khỏe lớn hơn cocaine. Điều này là do thực tế là phải sử dụng nhiều dimethocaine hơn để tạo ra cảm giác hưng phấn tương tự, dẫn đến nguy cơ lớn hơn cho các tác động tiêu cực.

## Độc tính

### Con người
Cocaine và các thuốc gây tê cục bộ khác được biết là gây độc cho tim bằng cách chặn các kênh natri. Tuy nhiên, không có báo cáo nào được công bố về những ảnh hưởng tương tự của nhiễm độc tim liên quan đến dimethocaine. Có rất ít nghiên cứu về độc tính của dimethocaine ở người, và do đó không biết chính xác liều gây chết người hoặc dược lý.

### Động vật
Đối với chuột, liều gây độc tính cấp tính xảy ra khi tiêm tĩnh mạch là 40 mg/kg và tiêm dưới da (tiêm vào lớp da ngay dưới lớp hạ bì và biểu bì) đây là 380 mg/kg. Liều gây chết người của dimethocaine cho chuột là 0,3 g mỗi kg trọng lượng cơ thể.
Một thử nghiệm co thắt bụng đã được thực hiện ở chuột, sử dụng liều 5, 10 và 20 mg/kg dimethocaine được tiêm dưới da. Thử nghiệm này cho thấy các phản ứng chống nhiễm trùng phụ thuộc vào liều gây ra, đó là các quá trình ngăn chặn sự phát hiện của một kích thích đau đớn hoặc gây tổn thương bởi các tế bào thần kinh cảm giác.
Suy giảm các quá trình bộ nhớ đã được tìm thấy là một hiệu ứng độc hại trong thử nghiệm mê cung cộng với nâng cao ở chuột.